# إيهام

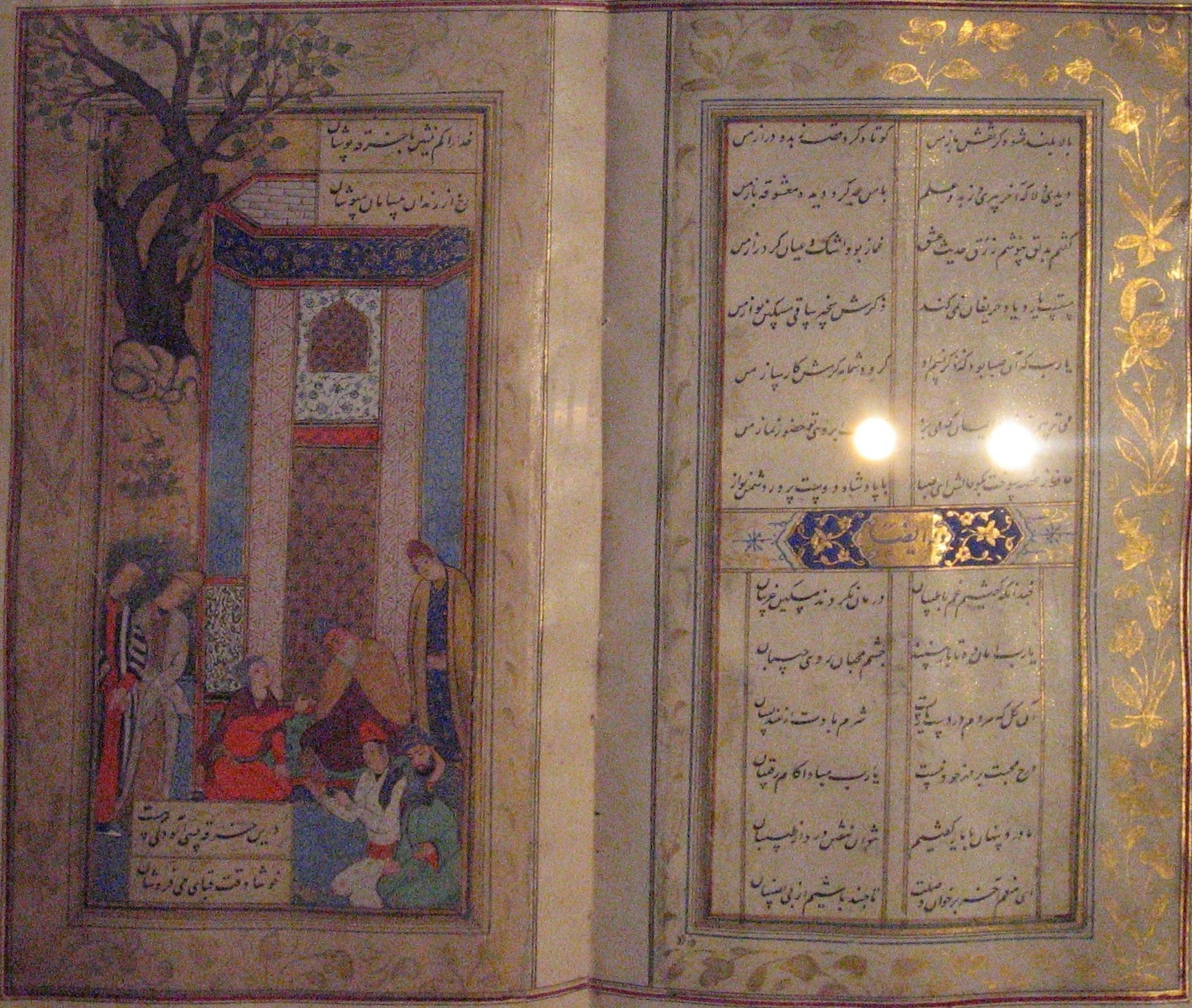

الإيهام هو عرفا استعمال لفظ له معنيان، وإرادة أحدهما مطلقا. وعند أهل البديع، استعمال لفظ له معنيان إما بالاشتراك أو التواطئ أو الحقيقة والمجاز، أحدهما قريب والآخر بعيد، ويقصد البعيد ويورى عنه بالقريب فيتوهمه السامع للوهلة الأولى ويسمى بالتورية والتخييل أيضًا. وذكر المعنيين أخذ بالأقل للاحتراز عن الأكثر من معنيين، ولا يراد به.